# Estevão Vaz de Barbuda
Estêvão Vaz de Barbuda foi almirante do rei Afonso IV no século XIV.

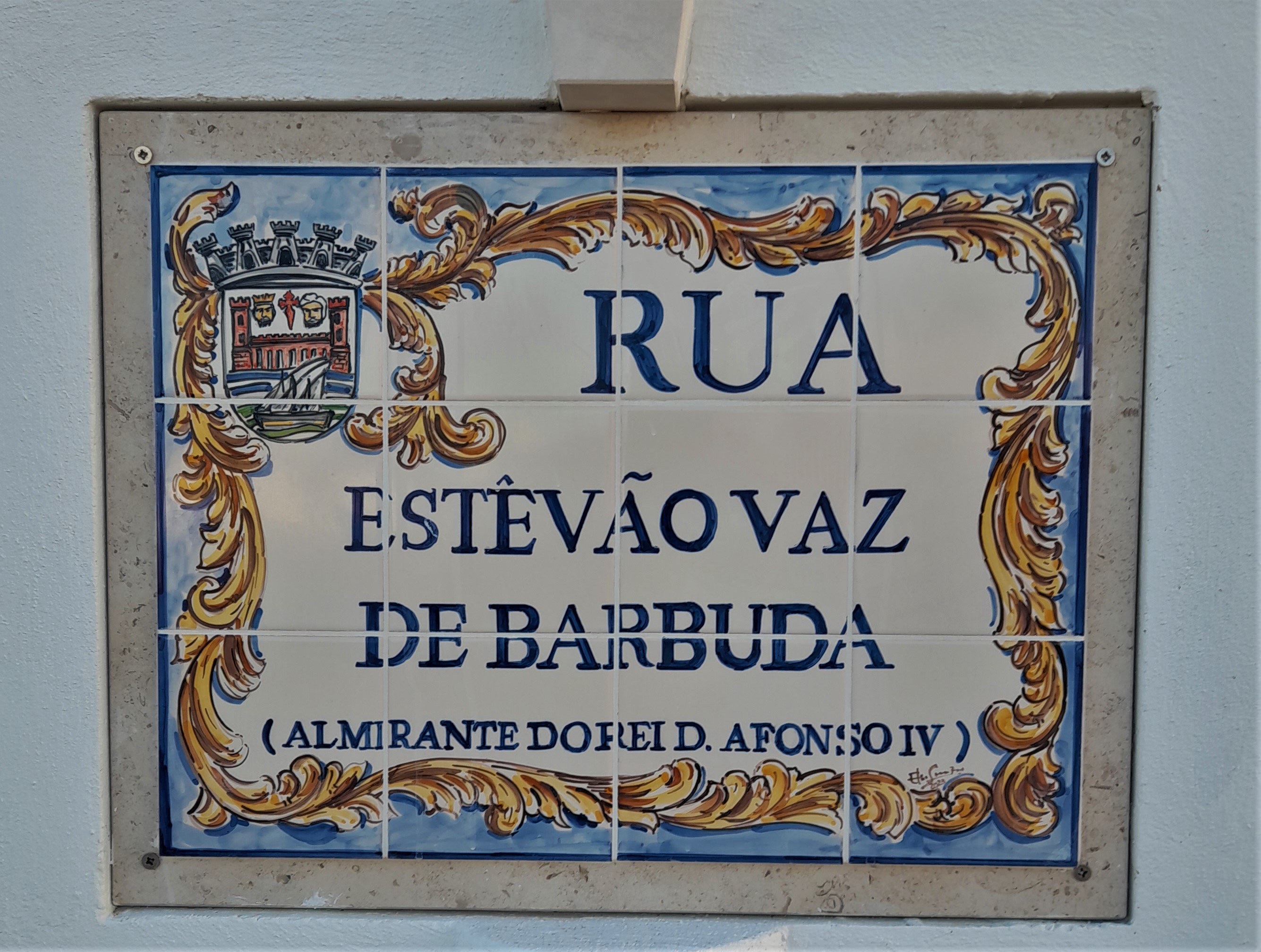
Placa de Rua em Tavira

Pouco se sabe sobre esta personagem, seria um membro da nobre linhagem dos Barbuda, mas ignora-se a sua verdadeira filiação. Foi Almirante do rei D. Afonso IV, comandava a esquadra algarvia que combatia a pirataria que infestava esta região, “de nemhuu logar do meu ssenhoryo nom fazem  gerra os mouros ssenom no meu logo de tavyra em no qual sse arman lenhos, e gales, e outros navyos os quaes fazem guerra”  .No reinado de D. Afonso IV a esquadra algarvia estava ancorada em Tavira Este rei, em 1336, ordenou ao seu almirante Estevão Vaz de Barbuda que com três galés e cinco navios saísse “a corso de certos piratas, que infestavam os mares; e nas costas de seus Reynos tinhão feyto consideráveis danos”  , mas este aproveita e ataca a baia de Cádiz, enfrentado o capitão D. Gonçalo Ponce de Marchena . Barbuda actuava no Estreito de Gibraltar, pelo que o porto de Tavira surgia, desde logo, numa das bases logísticas mais próximas deste teatro de operações. Não será de estranhar, portanto, que Tavira abrigasse corsários da coroa portuguesa .